# Bridgeton (Missouri)
Bridgeton é uma cidade localizada no estado americano do Missouri, no Condado de St. Louis.

## Demografia
Segundo o censo americano de 2000, a sua população era de 15.550 habitantes. 
Em 2006, foi estimada uma população de 15.173, um decréscimo de 377 (-2.4%).

## Geografia
De acordo com o United States Census Bureau tem uma área de 39,4 km², dos quais 37,7 km² cobertos por terra e 1,7 km² cobertos por água.

## Localidades na vizinhança
O diagrama seguinte representa as localidades num raio de 8 km ao redor de Bridgeton. 